# حديقة الغفران
تقع حديقة الغفران (المعروفة أيضًا باسم حديقة اللغة العربية) بالقرب من ساحة الشهداء والخط الأخضر زمن الحرب. محاطة بأماكن العبادة التي تنتمي إلى طوائف مختلفة، ويكشف العديد من طبقات ماضي بيروت.

## أعمال البناء
يحيط بالحديقة عدد من الكنائس والمساجد بالقرب من ساحة الشهداء والخط الأخضر في زمن الحرب. تم تصنيف المنطقة على أنها «منطقة ممنوع البناء فيها»، لا يتم بناؤها في المخطط العام لمركز مدينة بيروت. في عام 1998، جمع التصميم الفائز للحديقة بواسطة غوستافسون-بورتر جوانب مختلفة من تراث لبنان القديم والمشهد الحضري الغني، مما يؤكد الوحدة الوطنية.

## التاريخ
تقع حديقة الغفران بالقرب من ساحة الشهداء والخط الأخضر في زمن الحرب (1975-1990). محاطة بأماكن العبادة التي تنتمي إلى طوائف مختلف، ويكشف العديد من طبقات ماضي بيروت. تم تصنيف المنطقة على أنها «منطقة ممنوع البناء فيها»، لا يتم بناؤها في المخطط العام لمركز مدينة بيروت. تعتبر حديقة الغفران مكانًا للهدوء والتفاهم والتسامح. في عام 1998، جمع التصميم الفائز لجوستافسون بورتر جوانب مختلفة من تراث لبنان القديم ومناظره الطبيعية الغنية، مما يؤكد الوحدة الوطنية. عند دخول الحديقة المائية المغلقة، ينزل الزائر إلى طبقات من الماضي في المدينة، ويعبر تراسات أشجار الزيتون والفواكه. تم اكتشاف الشارعين الرئيسيين لرومان بيريتوس، وهما كاردو وديكومانوس. وأصبحت أعمدتها المظللة أسواقاً مزدحمة في أيام المهرجان. خلال الحفريات، تم العثور على منصة مقدسة تعود إلى العصور الفينيقية-الفارسية أسفل معبر كاردو ديكومانوس. كشفت الطبقات المملوكية العثمانية في هذه المنطقة عن مواقع الطوائف الدينية المختلفة ضمن شبكة من الأزقة الضيقة. في أواخر القرن التاسع عشر، حلت شوارع التسوق المستقيمة محل الأزقة، في حين تم توسيع مواقع العبادة الدينية وأصبحت معلم تذكاري. كانت كنيسة سيدات النورية التي كانت جزءًا من نسيج سوق النورية، مكانًا للعبادة حضره مواطنون لبنانيون، لم تنجو من الحرب الأهلية اللبنانية. ثم تم إعادة بنائه ككنيسة قائمة بذاتها على موقعه الأصلي ويطل الآن على حديقة الغفران.

## الجدول الزمني
- التسعينات: بعد التنقيبات التي أعقبت الحرب، تم تصنيف المنطقة على أنها لا يتم بناؤها في المخطط العام لمركز مدينة بيروت.
- 1998: جمع تصميم غوستافسون-بورتر «حديقة الغفران» بين جوانب مختلفة من تراث لبنان القديم والمناظر الطبيعية الغنية، مع التركيز على الوحدة الوطنية.